# Ermengol I di Osona
Ermengol I di Osona Ermengol o Armengol, anche in catalano, in spagnolo e in francese (secondo decennio del X secolo – 943 circa) fu Conte di Osona, dall'839 alla sua morte.

## Origine
Secondo la Ex Gestis Comitum Barcinonensium, Ermengol era il figlio secondogenito del conte di Barcellona, Gerona e Osona, Sunyer I e di Riquilda di Rouergue, figlia del conte di Roergue, Ermengol e della moglie Adele; secondo lo storico e genealogista, ungherese, Szabolcs de Vajay, soprattutto per il fatto che era stato chiamato Ermengol (introducendo quel nome nel casato di Barcellona). Ermengol di Rourgue era il figlio del conte di Tolosa e duca di Settimania, Oddone I e secondo l'Histoire générale de Languedoc di Garsinda d'Albi.

Sunyer I di Barcellona era il figlio maschio quartogenito del conte di Urgell, della Cerdagna, di Gerona, di Conflent, d'Osona, e di Barcellona, Goffredo il Villoso e di Guinidilda († prima del 904), che, secondo la storica britannica Alison Weir era figlia di Baldovino I delle Fiandre, anche secondo la Crónica de San Juan de la Peña, al capitolo XXIII e l'Ex Gestis Comitum Barcinonensium e di Giuditta, la figlia del re dei Franchi occidentali, Carlo il Calvo.

## Biografia
Nell'839, il padre gli concesse il governo e il titolo della Contea di Osona, come viene confermato dallo storico Ramon Ordeig i Mata, nel documento n° 464, datato 939, del suo Catalunya Carolíngia, Vol. IV: 3 parts. Els Comtats d'Osona i Manresa (non consultato), in cui Ermengol viene citato come conte di Osona (dompnus Ermengaudus Ausonensis comes), come conferma anche lo storico catalano Bofarull i Mascaró, nel suo Los condes de Barcelona vindicados, y cronologia y genealogia de, Volume 1.
Di Ermengol si hanno poche notizie; Bofarull i Mascaró, riporta che Ermengol premorì al padre; secondo la España sagrada . Tomo XXVIII. Contiene el estado antiguo de la iglesia ausonense, Ermengol morì di morte violenta (o fu assassinato o morì in battaglia) e il necrologio riporta che morì il 24 agosto (Ermengaudus comes filius Suniarii comitis obiit XI Kal Sep), senza precisare l'anno.

Il documento n° 535, datato 943, del Catalunya Carolíngia, Vol. IV: 3 parts. Els Comtats d'Osona i Manresa (non consultato), riporta che il padre (Suniarius comes et marchio) fece una donazione per l'anima del figlio (filio meo Ermengaudo defuncto).

A questa donazione, poi, nel 944, ne seguirono poi altre due, fatte da entrambi i genitori (Soniarius comes ac marchio et uxor mea Richildis comitissa), in suffragio delle anime di diversi parenti tra cui, Ermengol, riportate da due documento della Marca Hispanica sive Limes Hispanicus:
- il n° LXXX (et filii mei quondam Ermengodi)[13];
- il n° LXXXI (et proles meos condam Ermengadus)[14].

Alla morte di Ermengardo, la contea di Ausona ritornò ad essere inglobata nella contea di Barcellona.

## Discendenza
Di Ermengol non si conosce né il nome della moglie né alcuna discendenza.

### Fonti primarie
- (LA)  Rerum Gallicarum et Francicarum Scriptores, Tomus IX.
- (CA)  Crónica de San Juan de la Peña.
- (LA)  Marca Hispanica sive Limes Hispanicus, 1688.
- (LA)  España sagrada . Tomo XXVIII. Contiene el estado antiguo de la iglesia ausonense.
- (FR)  Histoire Générale de Languedoc, Tome II.

### Letteratura storiografica
- Louis Alphen, Francia: gli ultimi Carolingi e l'ascesa di Ugo Capeto (888-987), in <Storia del mondo medievale>, vol. II, 1999, pp. 636–661
- (ES)  Los condes de Barcelona vindicados.
- (EN) The Development of Southern French and Catalan Society, 718-1050, su libro.uca.edu.